# Annie Elizabeth Kelly

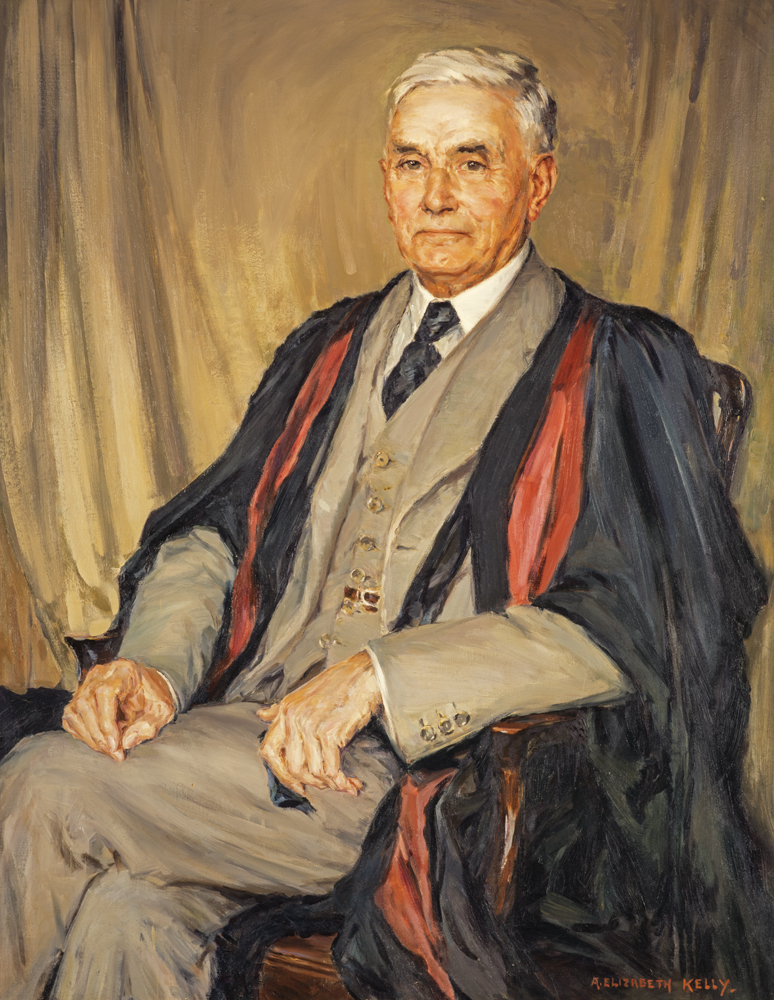
Porträt des schottisch-gebürtigen Geologen James Parky
von A. Elizabeth Kelly

Annie Elizabeth Kelly, CBE (* 12. April 1877 in Christchurch, Neuseeland; † 4. Oktober 1946 in Christchurch, Neuseeland) war eine neuseeländische Künstlerin und bevorzugt Porträtmalerin.

## Frühes Leben
Annie Elizabeth Abbott wurde am 12. April 1877 als älteste von vier Kindern der Eheleute Maud Laura Mason und dem Gärtner Thomas George Abbott, in Christchurch geboren. Elizabeth, wie sie von allen genannt wurde, ging von 1883 bis 1890 zur Grundschule vor Ort und als sie anschließend die St Albans Main School besuchte, begann sie von 1891 bis 1893 an der Samstagsklasse der Canterbury College School of Art teilzunehmen. 1892 nahm sie auch für eine kurze Zeit Unterricht in der Privatschule von A. Bentley Worthington.
Von 1894 bis 1900 studierte sie dann an der Canterbury College School of Art und erhielt zwischen 1897 und 1899 mehrere Stipendien. Im Jahr 1900 erhielt sie den Drawing from Full Figure Prize und ein Stipendium für Stillleben, das im folgenden Jahr verlängert wurde. Zwischen 1899 und 1902 nahm sie an den Studentenwettbewerben der Canterbury Society of Arts (CSA) teil und gewann zwei Bronze- und zwei Silbermedaillen für Malen und Modellieren.

## Arbeit als Kunstschaffende
Nach Abschluss ihres Studiums war Elizabeth von 1901 bis Ende 1904 für die Canterbury Society of Arts tätig und unterrichtete danach privat in ihrem Atelier in der Hereford Street in Christchurch. 1903 wurde sie aktives Mitglied der CSA, stellte bis 1946 fast jedes Jahr aus und wurde war von 1937 bis 1946 Mitglied im Rat der CSA.
Wie viele in ihrer Zeit war Elizabeth auch von den Werken des niederländischen Malers Petrus van der Velden beeinflusst, der von 1898 bis 1904 in Sydney und danach in Christchurch arbeitete. Sie war allerdings nie seine Schülerin, besuchte aber gelegentlich sein Atelier. Sie teilte seine Philosophie von der Kraft und dem Impuls des Lichts und Kraft der Natur in der Kunst.
Am 31. Dezember 1908 heiratete Elizabeth ihren Studienkollegen Cecil Fletcher Kelly in Christchurch und nahm seinen Namen an. Beide verband schon viele Jahre zuvor eine enge Freundschaft und nach der Vermählung verband sie weiterhin die Kunst und das unzertrennliche Arbeiten miteinander. Obwohl Elizabeth auch Landschaften malte, so wuchs mit jedem Porträt, das sie schuf, ihr Ruf als Porträtmalerin. Mit dem Ruf, der ihr vorauseilte, erhielt sie 1920 sogar von der Neuseeländischen Regierung den Auftrag ein Porträt von Sergeant Herbert George Nicholas zu erstellen.

## London, Cornwall und Paris
Im selben Jahr entschlossen sich Elizabeth und ihr Mann nach Europa zu reisen. London, Cornwall und Paris waren ihre Aufenthaltsorte, in denen sie malten, Künstlerateliers und Galerien besuchten. Von Paris aus ging es zurück nach London, von wo aus sie ihre Rückreise antreten mussten.

## Neuseeland
Im Januar 1922 kamen sie wieder in Christchurch an und bezogen eine neue Wohnung. Inspiriert von ihrer Erfahrung der Reise erweiterte sich Elizabeths Ansatz des akademischen Naturalismus und ihre „Interpretationen“ von Personen wurden in den Gemälden in Form und Farbe lebendiger. Sie malte Porträts von eleganten, modischen jungen Frauen aus der Gesellschaft ihrer Region, was ihren Ruf als Porträtmalerin noch weiter festigte und verstärkte.

## Erfolge im Ausland
1924 wurde die ersten ihrer Werke auch im Ausland bekannt, als eines ihrer Gemälde in der British Empire Exhibition in Wembley ausgestellt wurde. Ab diesem Zeitpunkt war ihr Erfolg in Übersee nicht mehr aufzuhalten. Ab dem Jahr 1931 nahm sie an Ausstellungen der Royal Academy of Arts und der Royal Society of Portrait Painters in London teil und an der Royal Scottish Academy in Edinburgh. 1932 konnte sie zum ersten Mal an einer Ausstellung der Société des Artistes Français auf dem Salon de Paris teilnehmen. Auf dem Salon de Paris im Jahr 1934 erhielt ihr Porträt von Edith May dann sogar mit der Silbermedaille eine Auszeichnung und war damit die höchste Auszeichnung, die je neuseeländische Künstlerin dort erhielt.

## Ehrung in Neuseeland
Bereits als „Neuseelands führende Porträtmalerin“ bezeichnet, war diese Anerkennung auf ihre Erfolge in Übersee zurückzuführen. Eine offizielle Anerkennung in Neuseeland, die im Jahr 1938 mit der Ernennung zum Commander of the Order of the British Empire (CBE) erfolgte, war dann nur folgerichtig. Eine weitere Anerkennung erhielt sie 1940, als ihr Porträt von dem schottisch-gebürtigen Geologen und Professor James Park von der Scottish National Portrait Gallery gekauft und 1945 in die Ausstellung British Art of Today aufgenommen wurde.
Annie Elizabeth Kelly starb am 4. Oktober 1946 im Alter von 69 Jahren in Christchurch, überlebt von ihrem Ehemann Cecil.

## Ehrungen
- 1938 – Commander of the Order of the British Empire (CBE)[4]

## Bildergalerie

Gemälde von Annie Elizabeth Kelly
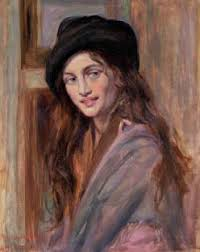
Gemälde eines jungen Mädchens (vermutlich 1920)
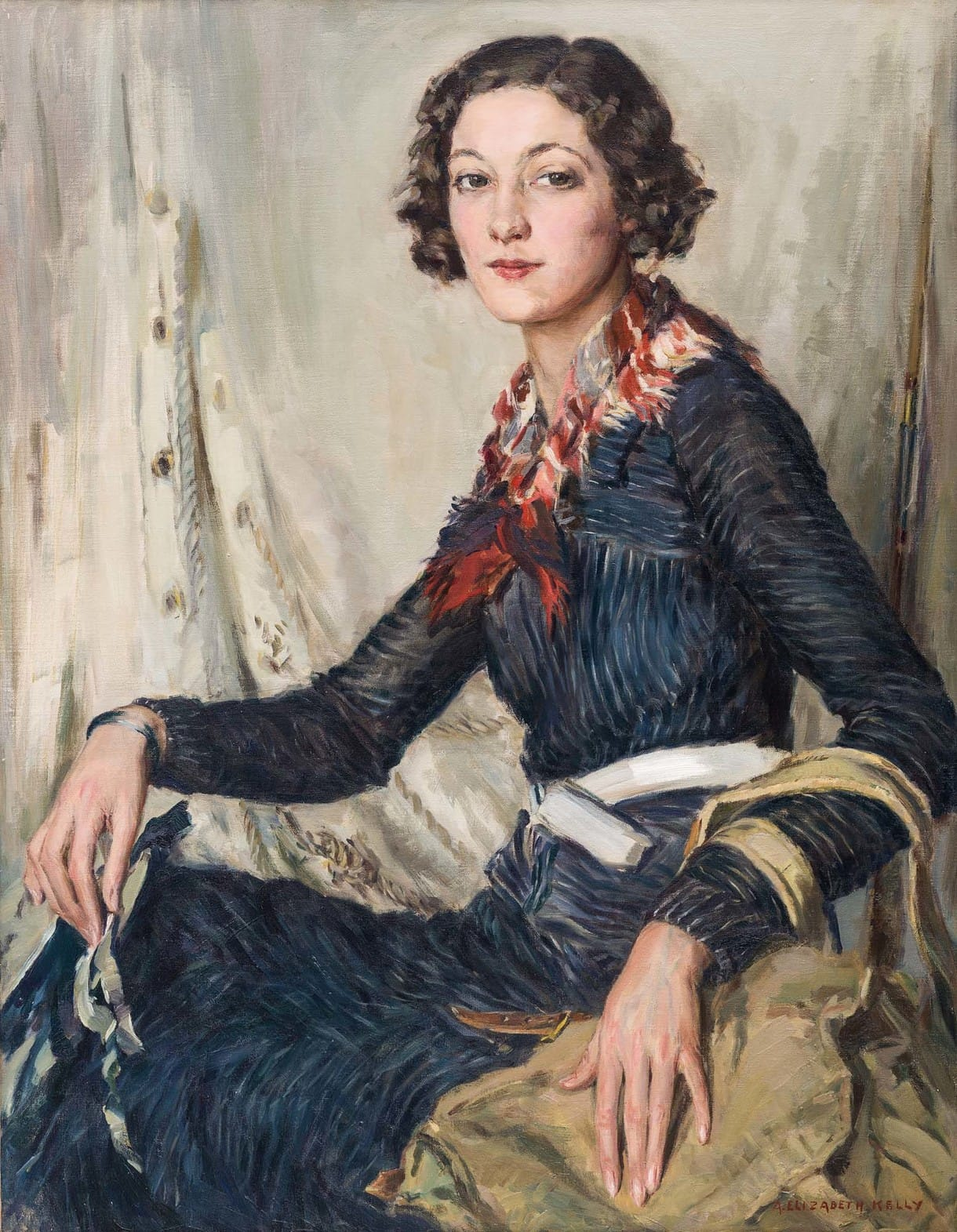
Margaret (ca. 1936)
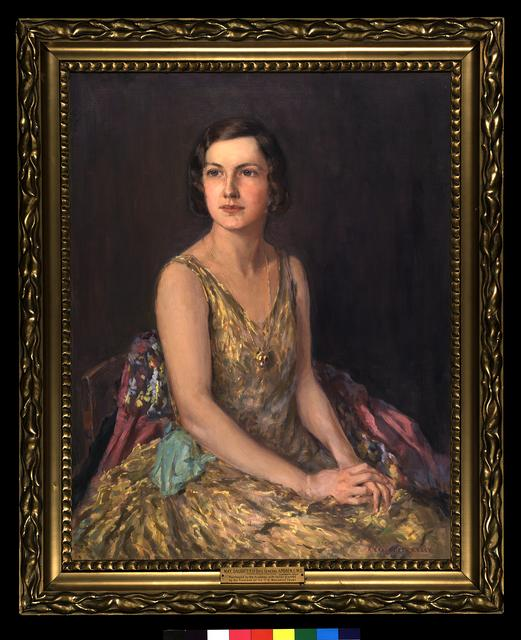
Tochter des Brigadier General Andrew (ca. 1925)
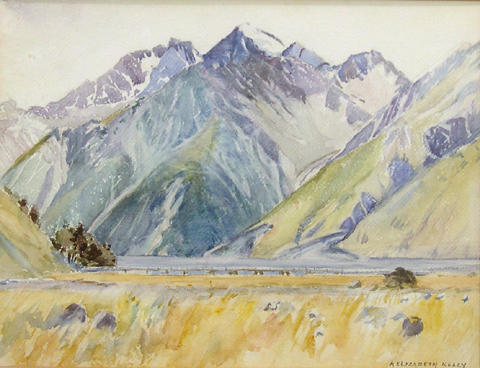
Aquarell einer Berglandschaft